# 영국 대서부 철도
영국 대서부 철도(Great Western Railway)는 런던과 중부 지방, 남서부, 서부 지역, 그리고 대부분의 웨일스 지방을 연결하는 영국의 철도 회사이다.
이 철도 회사는 1833년에 설립되었고(의회의 허가는 1835년에 받았다) 1838년에 첫 열차가 달렸다. 브루넬이 이때 기술 책임자로 있었다.